# ويليام ويلارد آش
ويليام ويلارد آش (بالإنجليزية: William Willard Ashe)‏ هو عالم نبات أمريكي، ولد في 4 يونيو 1872 في رالي في الولايات المتحدة، وتوفي في 18 مارس 1932 في واشنطن العاصمة في الولايات المتحدة.